# سال آفریقا
سال آفریقا (انگلیسی: Year of Africa)منظور سال ۱۹۶۰ میلادی است زیرا در این سال اتفاقات متعددی رخ داد که باعث استقلال هفده کشور آفریقایی شد. از مجموعه این وقایع به جنبش استعمار زدایی یاد می شود و در مجموع باعث گسترش جنبش پان آفریقا گردید.در این سال همچنین شاهد آغاز مخالفت مسلحانه با حکومت آپارتاید آفریقای جنوبی با پیامدهای سیاسی در سراسر آفریقا و سراسر جهان بودیم. در طول این سال، تمام مستعمرات آفریقای غربی فرانسه  و  آفریقای استوایی فرانسه مستقل شدند.

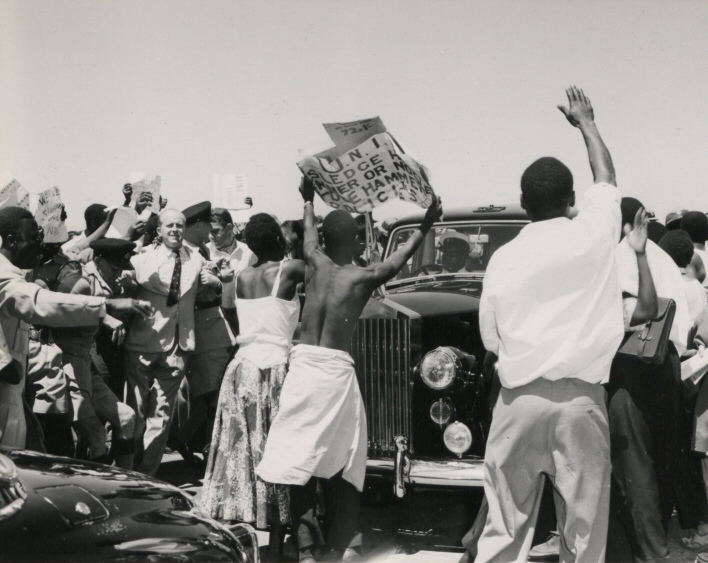
زامبیایی‌های آینده، سیاستمدار حزب محافظه‌کار، ایین مکلئود را در رودزیای شمالی به چالش می‌کشند

## بنیان
او.اچ.موریس وزیر مستعمرات بریتانیا نخستین بار این سال را سال آفریقا نامید.

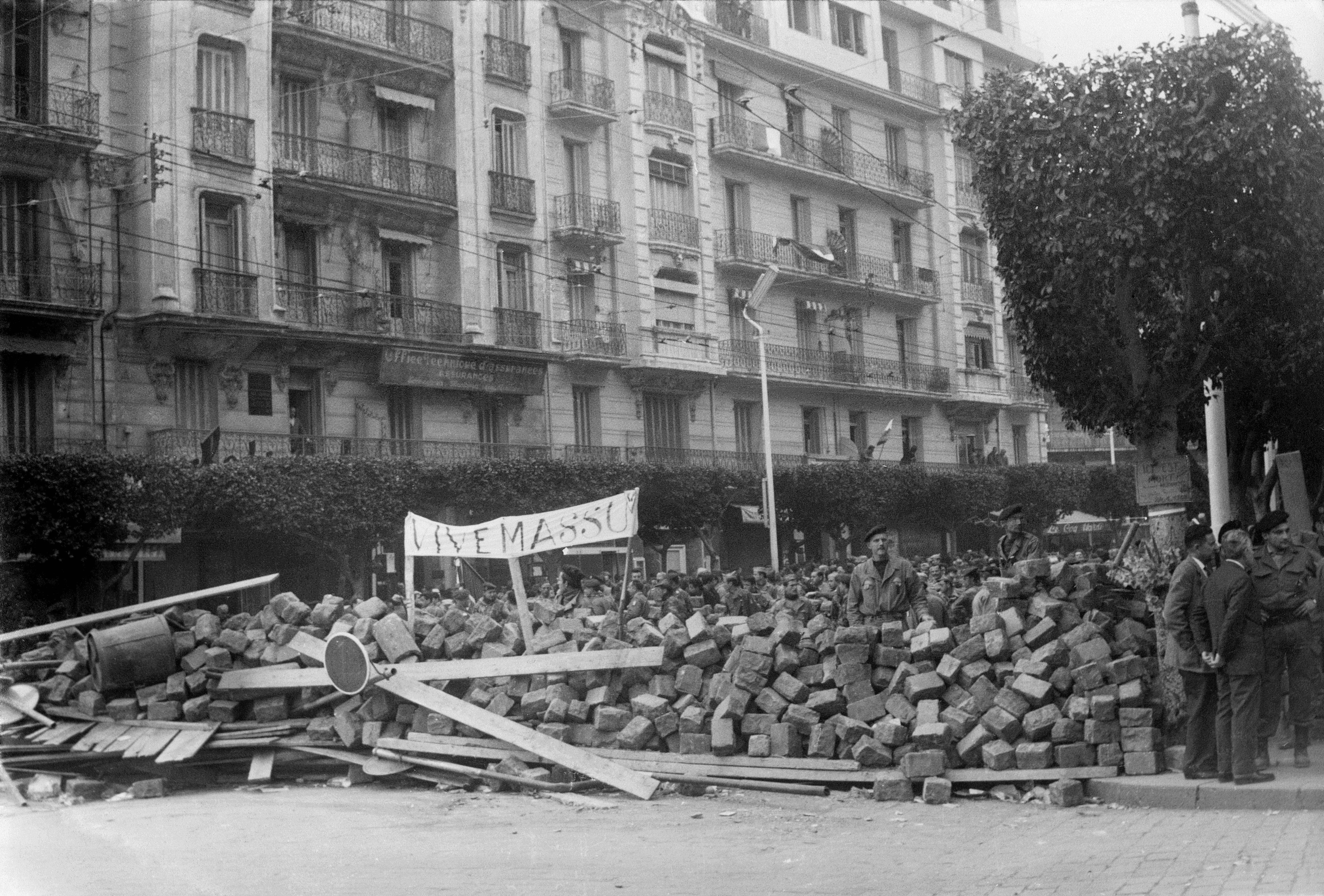
هفته موانع: ژانویه ۱۹۶۰ در الجزایر

عبارت "سال آفریقا" علاوه بر این توسط رالف بونش در ۱۶ فوریه ۱۹۶۰ نیز استفاده شد.به دلیل "سرعت تقریباً انفجاری که مردم آفریقا در همه بخش ها از استعمار بیرون می آیند. "بونش پیش بینی کرد که بسیاری از کشورها در آن سال به استقلال دست یابند.مفهوم "سال آفریقا" توجه رسانه های بین المللی را به خود جلب کرد در این سال مک میلان در سخنرانی خود در کیپ تاون اذعان کرد که قدرت های امپراتوری در ادامه کنترل مستعمرات خود با مشکل مواجه خواهند شد.این سخنرانی نشان دهنده اعتراف نخبگان سیاسی بریتانیا به این نکته بود که امپراتوری بریتانیا پایان یافته است و نمی توان آن را حفظ کرد. این سخنرانی الهام بخش واکنش وفادار به امپراتوری شاخه حزب محافظه‌کار شد. آفریقایی ها نیز واکنش نشان دادند. به قول کابا سوری، وزیر خارجه گینه 
«باد تغییر» که اخیراً توسط نخست‌وزیر مک میلان به آن اشاره شده است، به زودی به یک طوفان تبدیل می‌شود... در مقابل وجدان قوی مردم آفریقا که اسلحه‌ها و سرنیزه‌ها دیگر نمی‌توانند چیره شوند. مصمم به پایان دادن به استعمار هستند.

## استقلال
در طول سال ۱۹۶۰، تعداد کشورهای مستقل از ۹ کشور (با جمعیت ۹۵ میلیون نفر) به بیست و شش کشور (با جمعیت ۱۸۰ میلیون نفر) رسید و استقلال خود را از بلژیک، فرانسه، ایتالیا و بریتانیا به دست آوردند.

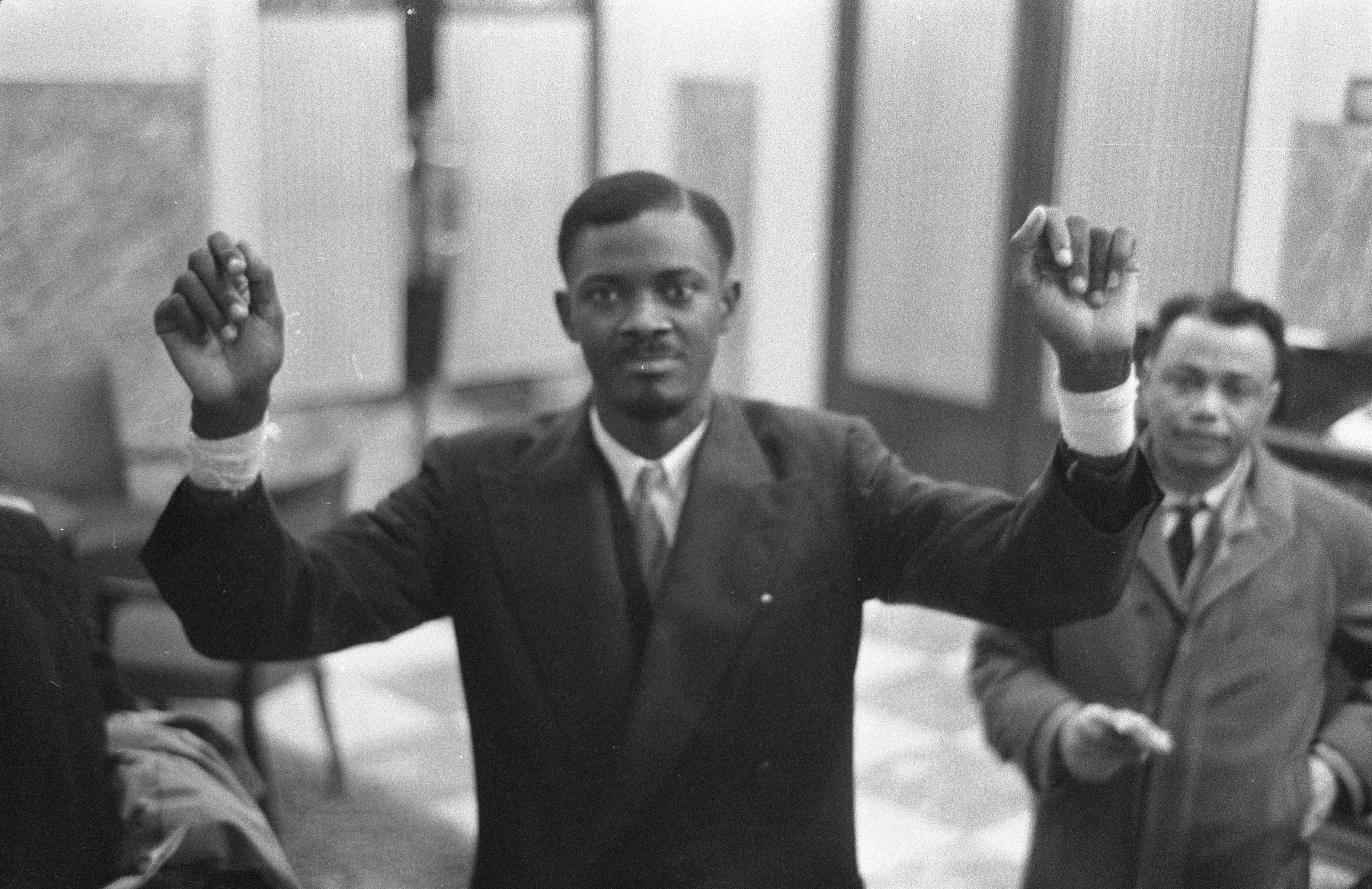
لومومبا در بروکسل ۱۹۶۰ میلادی